# 米什凯
米什凯，是匈牙利南部巴奇-基什孔州所辖的一个村，总面积42.27平方公里，总人口1869，人口密度44人/平方公里（2002年）。地理坐标为46°26′N 19°02′E。